# Liste de ponts du Sénégal

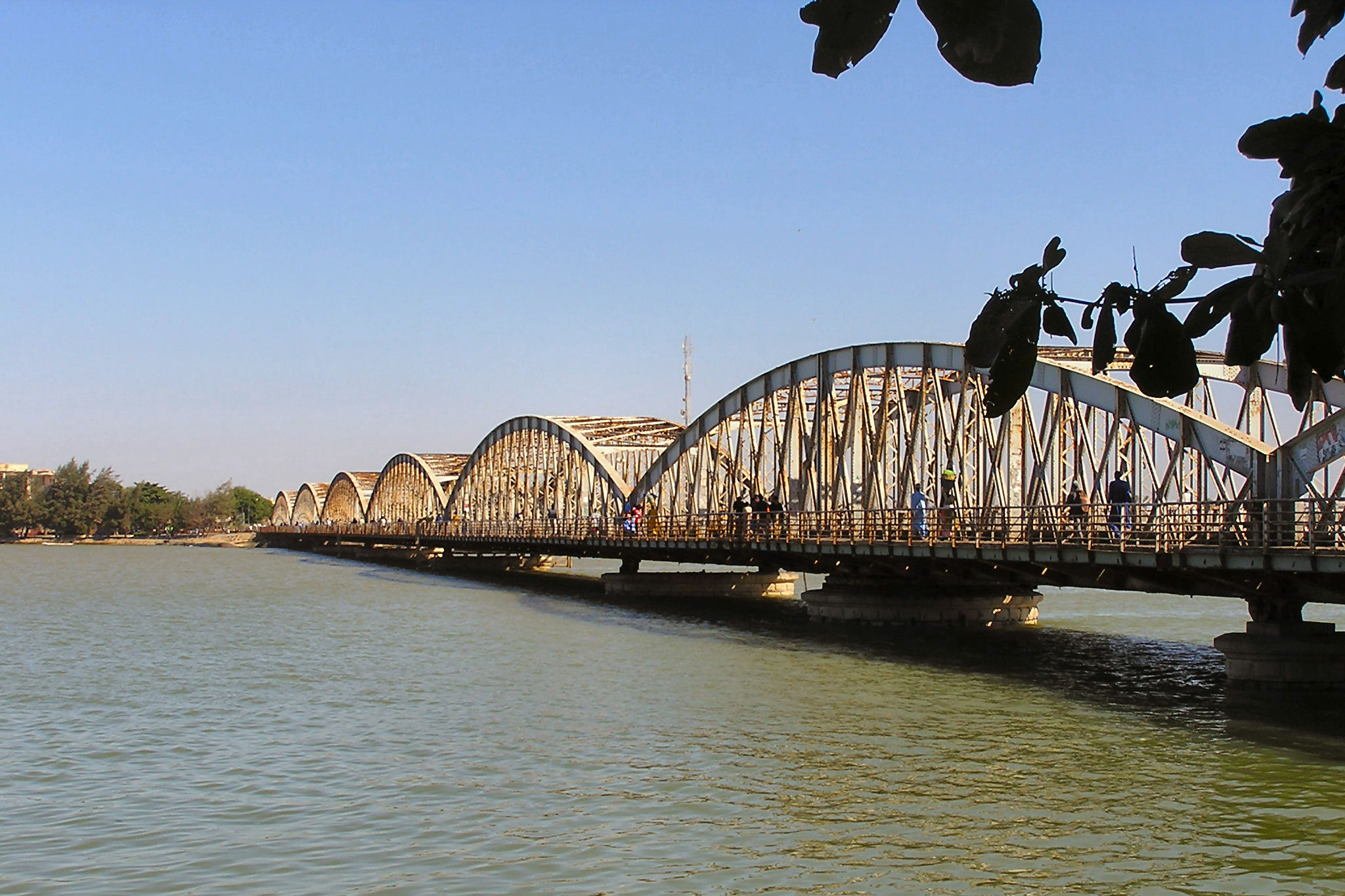
Le Pont Faidherbe à Saint-Louis

Cette liste de ponts du Sénégal présente les ponts remarquables du Sénégal, tant par leurs caractéristiques dimensionnelles que par leur intérêt architectural ou historique. 
- Pont Faidherbe, Saint-Louis